# Lauwerkrans

Lauwerkrans

Een lauwerkrans is een cirkelvormige krans gemaakt van in elkaar hakende takken en bladeren van de aromatische laurier, die het hele jaar zijn groene kleur houdt. In de Griekse mythologie wordt Apollo weergegeven met een lauwerkrans op zijn hoofd. In de klassieke oudheid werden lauwerkransen geschonken aan overwinnaars, zowel de winnaars in de atletiek zoals die destijds werd bedreven, als de mensen bij poëtische ontmoetingen. In Rome hadden ze een symboliek die te maken had met het overwinnen van een vijand door een succesvol bevelhebber tijdens zijn triomftocht, corona triumphalis.  Waar vroeger lauwerkransen werden afgebeeld in een hoefachtige vorm, zijn moderne versies ringvormig. Men spreekt ook wel van lauweren. Een vergelijkbaar ornament en eerbewijs is de eikenkrans.
Soms worden lauweren in een andere vorm, als tak of boeket afgebeeld. De betekenis is gelijk. In ronde grafkransen wijzen alle lauweren in één richting in de rondte. Bij lauwer- en triomfkransen wijzen de punten van de bladen naar onderen.

## Academisch gebruik
In sommige landen is de lauwerkrans een symbool voor de graad van master. De lauwerkrans wordt gegeven aan net afgestudeerden aan een masteropleiding tijdens de diploma-uitreiking aan de universiteit. De middeleeuwse Florentijnse dichter en filosoof Dante Alighieri, die studeerde aan de Siciliaanse School, wordt vaak afgebeeld in schilderijen en beelden met een lauwerkrans. Frankrijk en Portugal kennen ridderorden in de vorm van lauwerkransen, de door Napoleon ingestelde Academische Palmen waren daarvoor het voorbeeld.

## Architectonisch en decoratief gebruik
De lauwerkrans wordt vaak als motief gebruikt in de architectuur, meubelen en textiel. De lauwerkrans is ook vaak een terugkomend kenmerk in het werk van steenhouwer Robert Adam en bouwwerken tijdens de Directoire-periode in Frankrijk. In decoraties, en vooral tijdens de Franse keizertijd, werd de lauwerkrans geweven in textielwerken. Lauwerkransen en takken zijn in de faleristiek, de hulpwetenschap van de ridderorden een veelvoorkomend motief. 

## Galerij

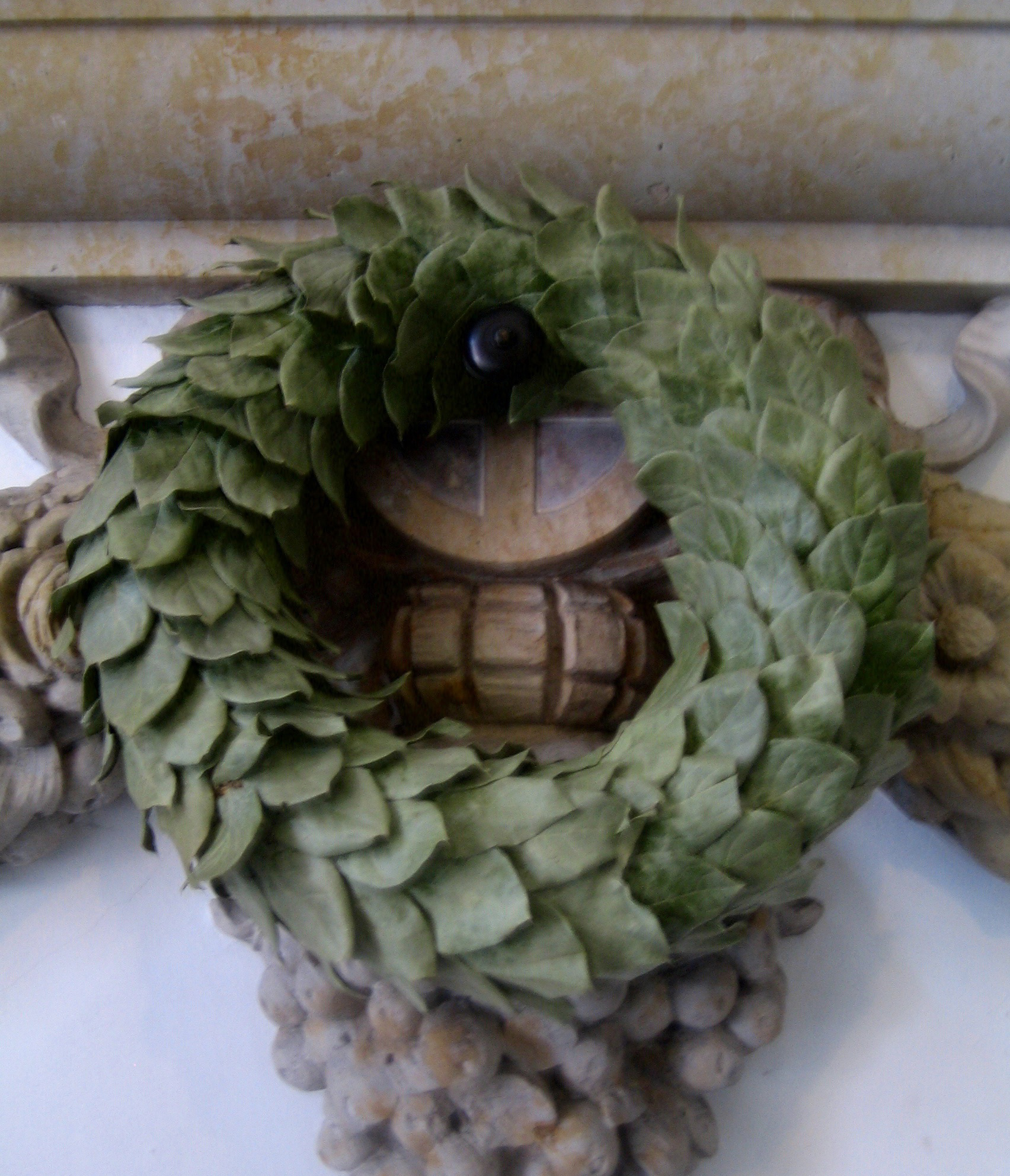
Lauwerkrans ter versiering van het Folketing, het Deense parlement
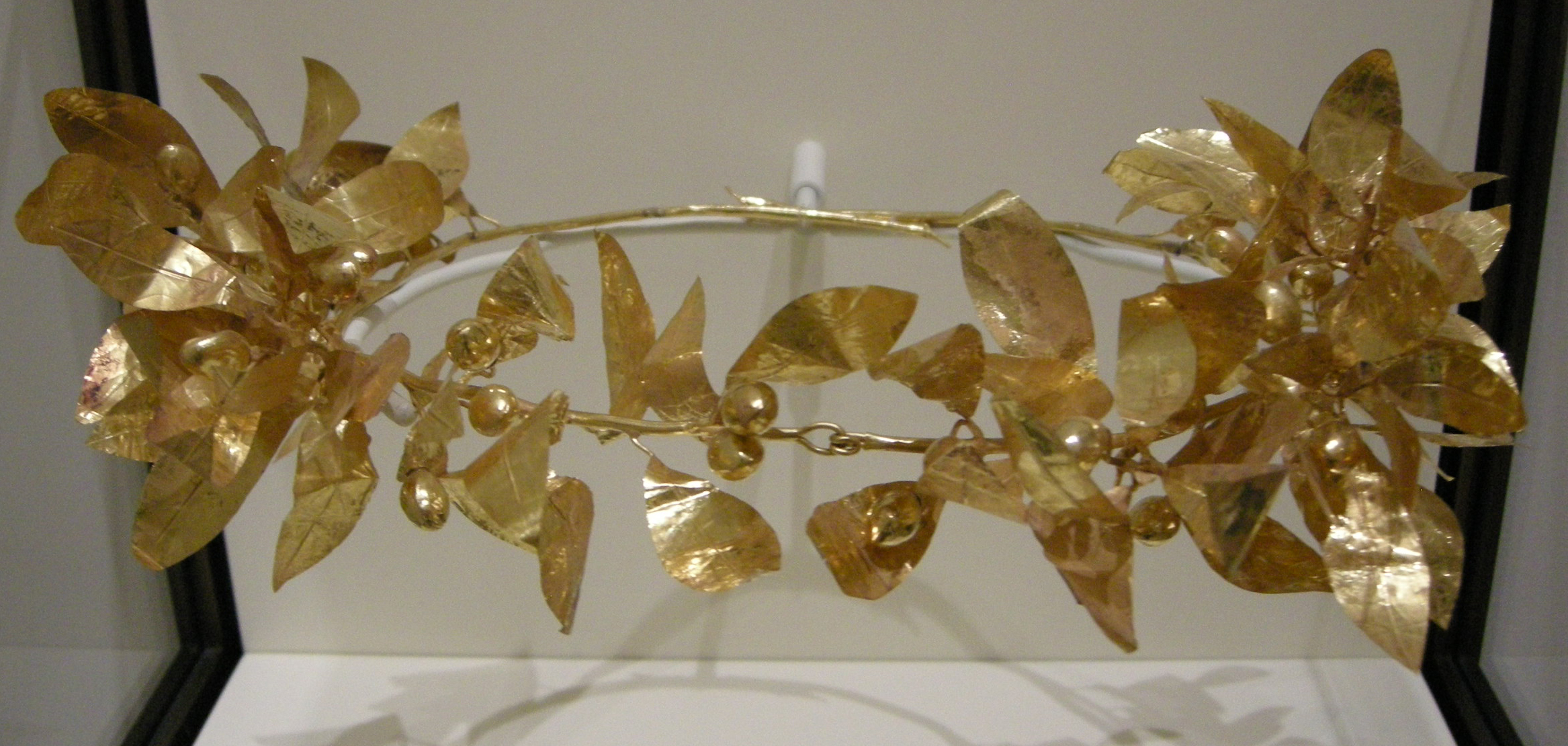
Griekse gouden lauwerkrans (300-100 v.Chr.) in de Getty Villa, Los Angeles, Californië
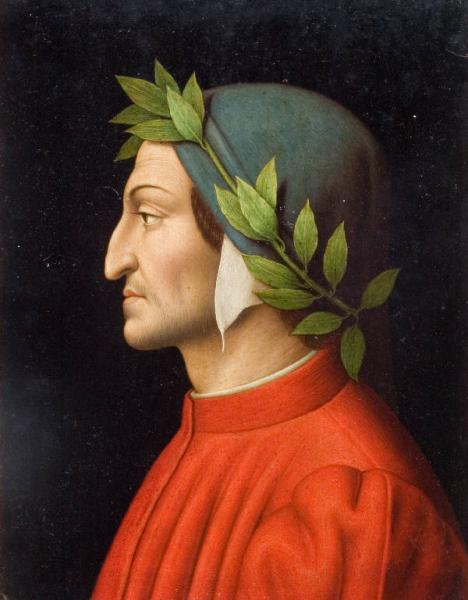
Italiaans schrijver Dante Alighieri (1265-1321) met een lauwerkrans om, geschilderd tussen 1800 en 1849
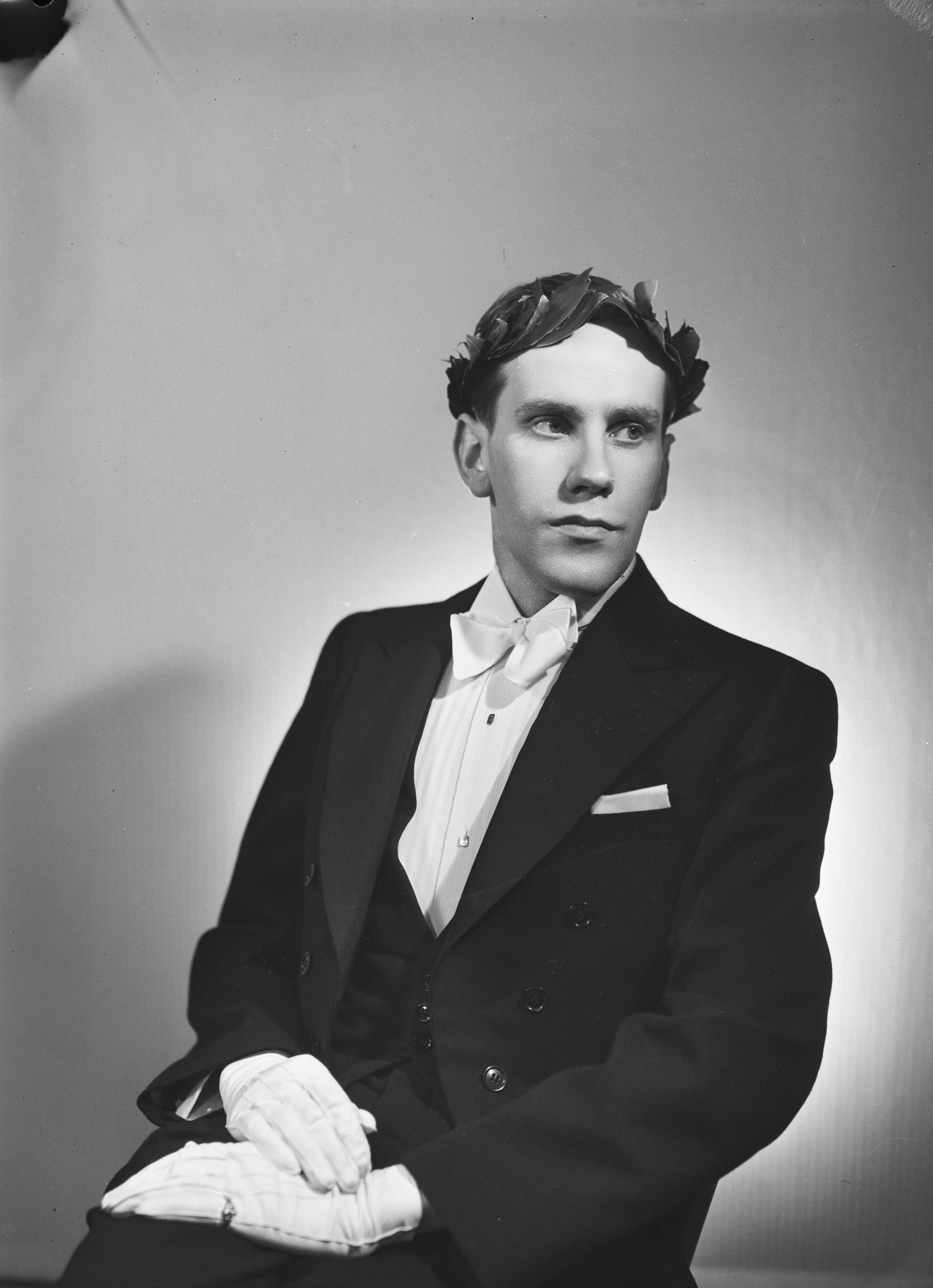
Fins geschiedkundige Jaakko Paavolainen met een lauwerkrans om (1950)
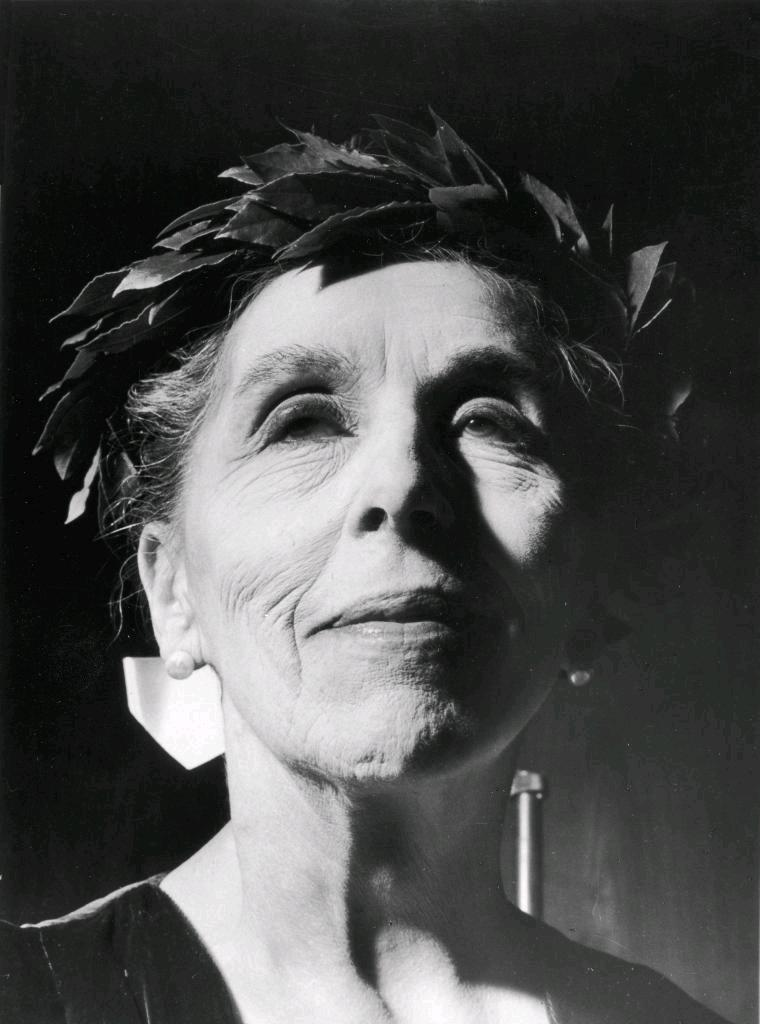
Deens schrijfster Karen Blixen met een lauwerkrans om (1952, bij het winnen van de 'De Gyldne Laurbær'-prijs)
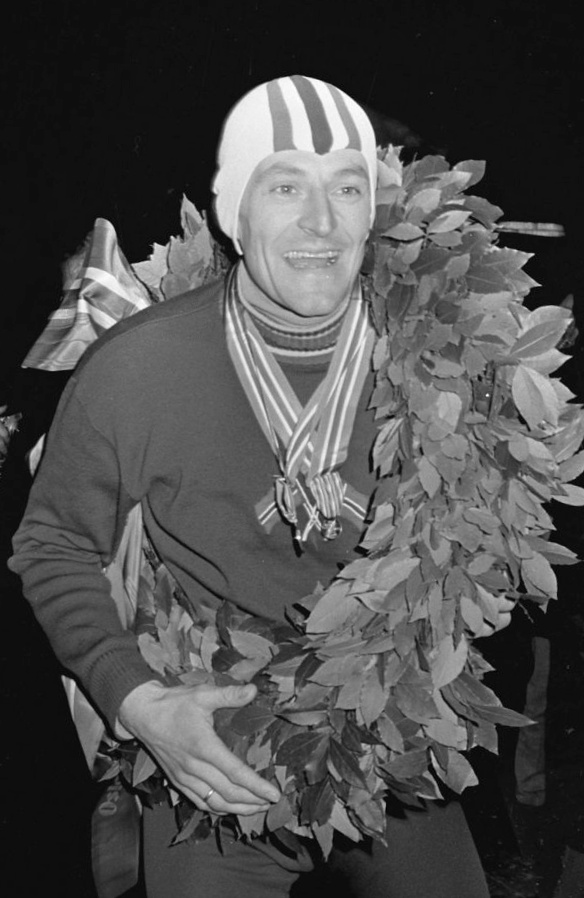
Noors schaatser Fred Anton Maier met een lauwerkrans om (1968, Oslo, bij het winnen van het Europese Schaatskampioenschap)